# Алдамуратов, Бахытбай Умирзакович
Бахытбай Умирзакович Алдамуратов (узб. Bahetbay Umirzakovich Aldamuratov; род. 30 января 1970, Республика Каракалпакстан, УзССР) — узбекский инженер-гидротехник, депутат Законодательной палаты Олий Мажлиса Республики Узбекистан. Член Либерально-демократической партии Узбекистана.

## Биография
Родился 30 января 1970 года в Республике Каракалпакстан.
Получил высшее образование, окончил Ташкентский институт ирригации и мелиорации. Владеет русским, турецким и английским языками.
После окончания учёбы работал по специальности — инженер-гидротехник. Несколько позже стал членом  Комитета по вопросам экологии и охраны окружающей среды, также является членом Фракции Движения предпринимателей и деловых людей - Либерально-демократической партии Узбекистана. Стал депутатом Законодательной палаты Олий Мажлиса Республики Узбекистан от Чимбайского избирательного округа № 6.